# Alkestis

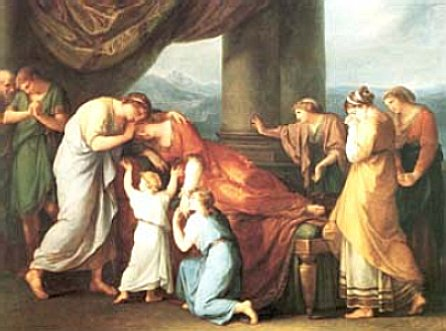
Alkestis död, av Angelika Kaufmann.

Alkestis, även Alceste, är en hjältinna i grekisk mytologi som företräder höjden av osjälviskhet. Hon var gift med kung Admetos i Thessalien och erbjöd sig att dö i hans ställe, men räddades från Hades av Herakles.
Ämnet behandlas av Euripides i ett bevarat drama, Alkestis, från 438 f.Kr. och har inspirerat flera tonsättare av operor, bland andra Jean-Baptiste Lully (1674) och Christoph Willibald Gluck (1767).